# Арменголь, Франсина
Франсеска Льюк Арменголь Сосиас (исп. Francesca Lluc Armengol Socías), известная как Франсина Арменголь (Francina Armengol; род. 11 августа 1971, Инка, Балеарские острова) — испанский фармацевт и политический деятель. Генеральный секретарь Социалистической партии Балеарских островов (PSIB-PSOE), регионального отделения Испанской социалистической рабочей партии (PSOE) с 2012 года. Председатель Конгресса депутатов с 17 августа 2023 года. В прошлом — председатель правительства Балеарских островов (2015—2023), первая женщина на этой должности.

## Биография
Родилась 11 августа 1971 года в городе Инка на острове Мальорка.
Дочь фармацевта, политика и писателя Жауме Арменголя Коля (Jaume Armengol Coll; род. 1938).
В 1995 году окончила фармацевтический факультет Барселонского университета. Изучала право в Открытом университете Каталонии.
Работала фармацевтом в семейной аптеке в 1995—1999 годах.

## Политическая карьера
Вступила в Социалистическую партию Балеарских островов (PSIB-PSOE), региональное отделение Испанской социалистической рабочей партии (PSOE). В 1997 и 2000 годах — секретарь женского движения партии. В 2000—2012 годах — генеральный секретарь Социалистической федерации Мальорки — территориальной организации PSIB-PSOE.
В 1998—2000 годах — член городского совета Инки, в 1999—2004 годах — член совета острова Мальорка.
С 1999 года — депутат парламента Балеарских островов, в 2004—2007 и 2011—2015 годах — пресс-секретарь (спикер) фракции.
7 июля 2007 года избрана председателем совета острова Мальорка. Занимала должность до 14 июня 2011 года.
26 февраля 2012 года стала генеральным секретарём PSIB-PSOE, сменила Франсеска Антика, потерявшего пост председателя правительства Балеарских островов по результатам выборов на Балеарских островах 2011 года и назначенного членом Сената Генеральных кортесов Испании. Председателем PSIB-PSOE стала Тереса Риера, которая сменила Жоана Мескиду.
По результатам выборов на Балеарских островах 24 мая 2015 года PSIB-PSOE стала второй политической силой. Арменголь создала коалицию с «Подемос» и коалицией Més per Mallorca и 30 июня утверждена председателем правительства Балеарских островов, сменила Хосе Рамона Баусу, председателя Народной партии Балеарских островов, регионального отделения Народной партии (PP). Стала первой женщиной на этой должности.
Арменголь пыталась улучшить финансирование за счёт реализации особого налогового режима на Балеарских островах (Règim Especial de les Illes Balears, REB). Она создала общий фронт с Женералитетом Валенсии, парафированный в феврале 2016 года Соглашением о морском консулате (Acord del Consolat de Mar). К этим требованиям присоединился Женералитет Каталонии, добавив улучшение инфраструктуры и Средиземноморского коридора.
В ходе конфликта между Мадридом и Каталонией на фоне требования независимости Каталонии Арменголь была практически единственной из лидеров PSOE, которая, несмотря на то, что выступала против независимости и была сторонницей федерализма, открыто критиковала репрессивный и судебный подход, позицию короля Филиппа VI и применение статьи 155 Конституции.
Арменголь изменила культурную и языковую политику правительства Балеарских островов. В 2015 году отменён закон «О символах Балеарских островов» (Llei de símbols de les Balears), принятый в 2013 году при Хосе Рамоне Баусе. 20 мая 2016 года правительство Балеарских островов вернулось в консорциум Института имени Раймунда Луллия, который продвигает каталанский язык и каталанскую культуру за рубежом.
В 2016 году из-за отставки двух советников Арменголь столкнулась с правительственным кризисом.
После парламентских выборов 26 июня 2016 года выступала против утверждения Конгрессом депутатов Мариано Рахоя, лидера победившей Народной партии на должность председателя правительства.
По результатам выборов на Балеарских островах 26 мая 2019 года PSIB-PSOE стала первой политической силой, опередив Народную партию. Арменголь создала коалицию с «Подемос» и коалицией Més per Mallorca и 1 июля утверждена председателем правительства Балеарских островов.
По результатам выборов на Балеарских островах 28 мая 2023 года PSIB-PSOE стала второй политической силой, уступив Народной партии. Арменголь не смогла сформировать коалицию. Позже она заявила, что возглавит список PSIB-PSOE на досрочных парламентских выборах 23 июля. 19 июня она подала в отставку с поста председателем правительства Балеарских островов. Исполняющей обязанности стала министр сельского хозяйства, рыболовства и продовольствия Балеарских островов Маэ де ла Конча («Подемос»).
С 20 июня по 24 июля 2023 года являлась пресс-секретарём фракции PSIB-PSOE в парламенте Балеарских островов. Покинула парламент после избрания 23 июля в Конгресс депутатов.
17 августа 2023 года избрана президентом Конгресса депутатов по предложению Педро Санчеса, лидера PSOE. За неё проголосовали 178 депутатов.